# Naours
 Naours  es una población y comuna francesa, en la región de Picardía, departamento de Somme, en el distrito de Amiens y cantón de Domart-en-Ponthieu.

## Demografía
| 636 | 683 | 721 | 962 | 1050 | 1124 | 1139 |
| Para los censos de 1962 a 1999 la población legal corresponde a la población sin duplicidades (Fuente: INSEE [Consultar]) |     |     |     |      |      |      |